# Клёйзенар, Жан-Пьер
Жан-Пьер Клёйзенар, Жан-Пьер Клюйсенаар (фр. Jean-Pierre Cluysenaar, нидерл. Jean-Pierre Cluysenaar; 28 марта 1811, Кампен, Оверэйссел, Нидерланды — 16 февраля 1880, Сен-Жиль, Брюссель, Бельгия) — бельгийский архитектор периода историзма и эклектики.

## Биография
Жан-Пьер Клёйзенар принадлежал к семье инженеров-строителей и архитекторов из Флирша в Тироле (Австрия), которые поселились в Германии, в Ахене (Северный Рейн-Вестфалия) и Буртшайде, в земле Рейнланд-Пфальц. Его прадедом был Пауль Клаузенер из Флирша. Члены одной из ветвей этой семьи эмигрировали в Голландию, где их фамилию стали писать «Клуйсенаар» или «Клюйсенаар».
Клёйзенар изучал архитектуру в Королевской академии изящных искусств в Брюсселе под руководством Тильмана-Франсуа Сюи, привившего своему ученику интерес к архитектуре итальянского Возрождения. В 1841 году он принял бельгийское гражданство. Наряду с общественными сооружениями, из которых наиболее известны концертный зал в Ахене (1846), железнодорожный вокзал в Алсте (1856), здание Брюссельской консерватории (1872—1876), Клёйзенар много строил частных сооружений: дворцов, замков и вилл. Обилию заказов способствовали деловая хватка архитектора и его творческая пластичность, позволявшая работать в любых «исторических стилях»: от неоготики до неоренессанса. В ряде случаев Клёйзенар выступал не только как проектировщик, но и как соинвестор строительства, — значительный доход принесло ему, в частности, сооружение Королевских галерей Святого Губерта (1845—1847) — первого крытого торгового пассажа в Европе. Клёйзенар был одним из первых архитекторов в Бельгии, строивших из стали, стекла и железа. Таков пассаж Святого Губерта, открытие которого состоялось 20 июня 1847 года.
Жан-Пьер Клюйзенар был дважды женат. Первый брак с Элизабет Путтарт, второй — с Аделаидой Путтарт. Его сын Жан Андре Альфред Клюйзенар (1837—1902) стал живописцем, особенно известным в Бельгии. Его дочь Клотильда (1834—1901) позднее вышла замуж за архитектора Гюстава Сентенуа (1832—1892) и была матерью Поля Сентенуа (1862—1952 Брюссель), самого известного архитектора этой семьи. С внуком Жан-Пьера, а также живописцем Андре Эдмоном Альфредом Клюйсенааром (1872—1939), сыном Жана Андре Альфреда, художественная линия продолжилась. Его сын Джон Эдмонд Клюйсенаар (1899—1986) начал свою карьеру как скульптор, а затем стал успешным живописцем. В 1924 году он получил Римскую премию, а в 1925 году — Приз Годешарля. Перед началом Второй мировой войны Джон перенёс свою деятельность в Англию и Шотландию, но после окончания войны вернулся в Бельгию. Его дочь Энн (1936—2014) осталась в Соединенном Королевстве и, после изучения поэзии в Тринити-колледже в Дублине, жила в Уэльсе.
Жан-Пьер Клёйзенар был членом многих комитетов, жюри и академий, в том числе Археологической академии Бельгии, Королевской академии изящных искусств Антверпена, Ассоциации британских архитекторов. Он был удостоен звания офицера ордена Леопольда, рыцаря ордена Церингерского льва.

## Галерея

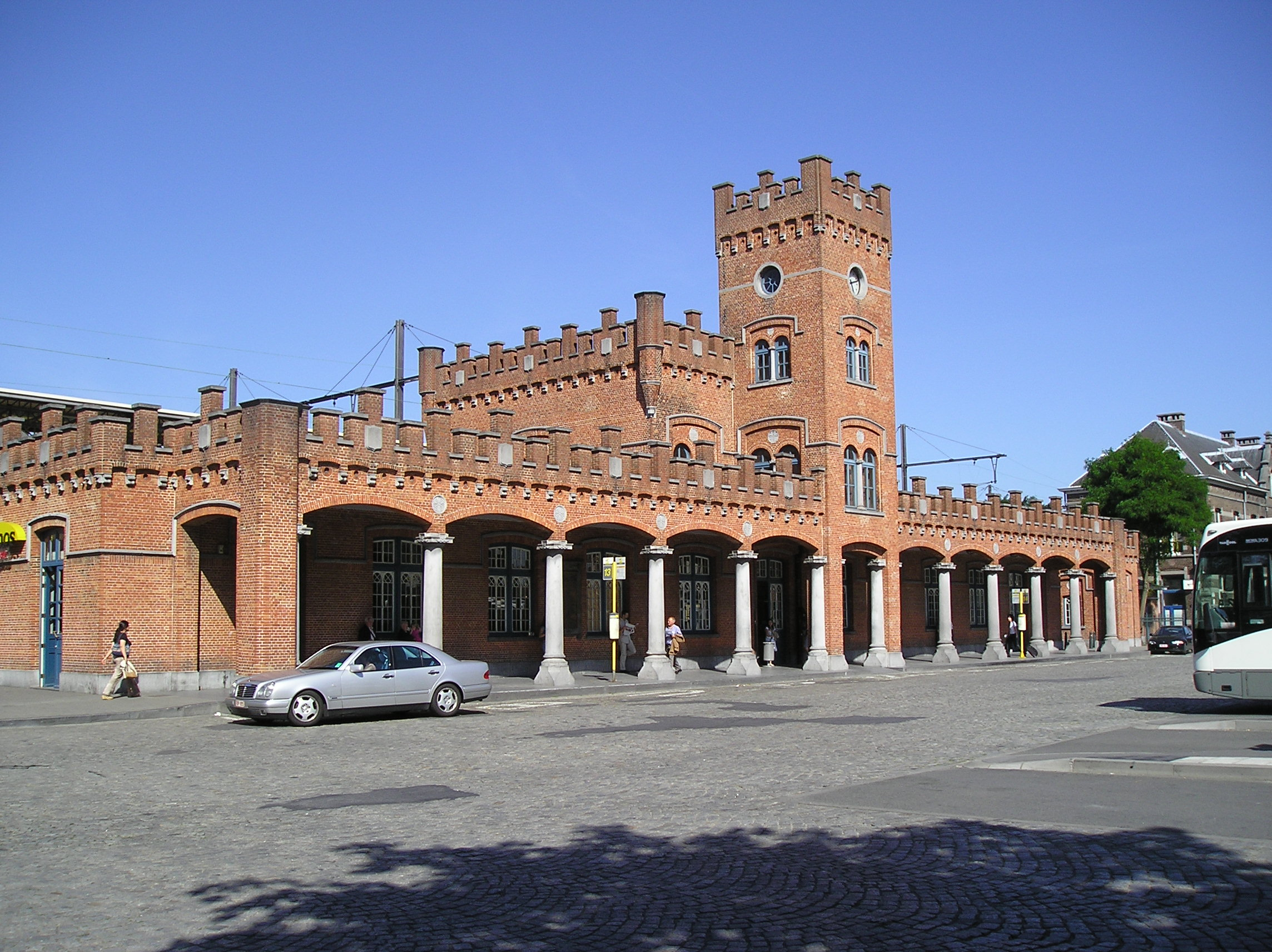
Вокзал в Алсте. 1856
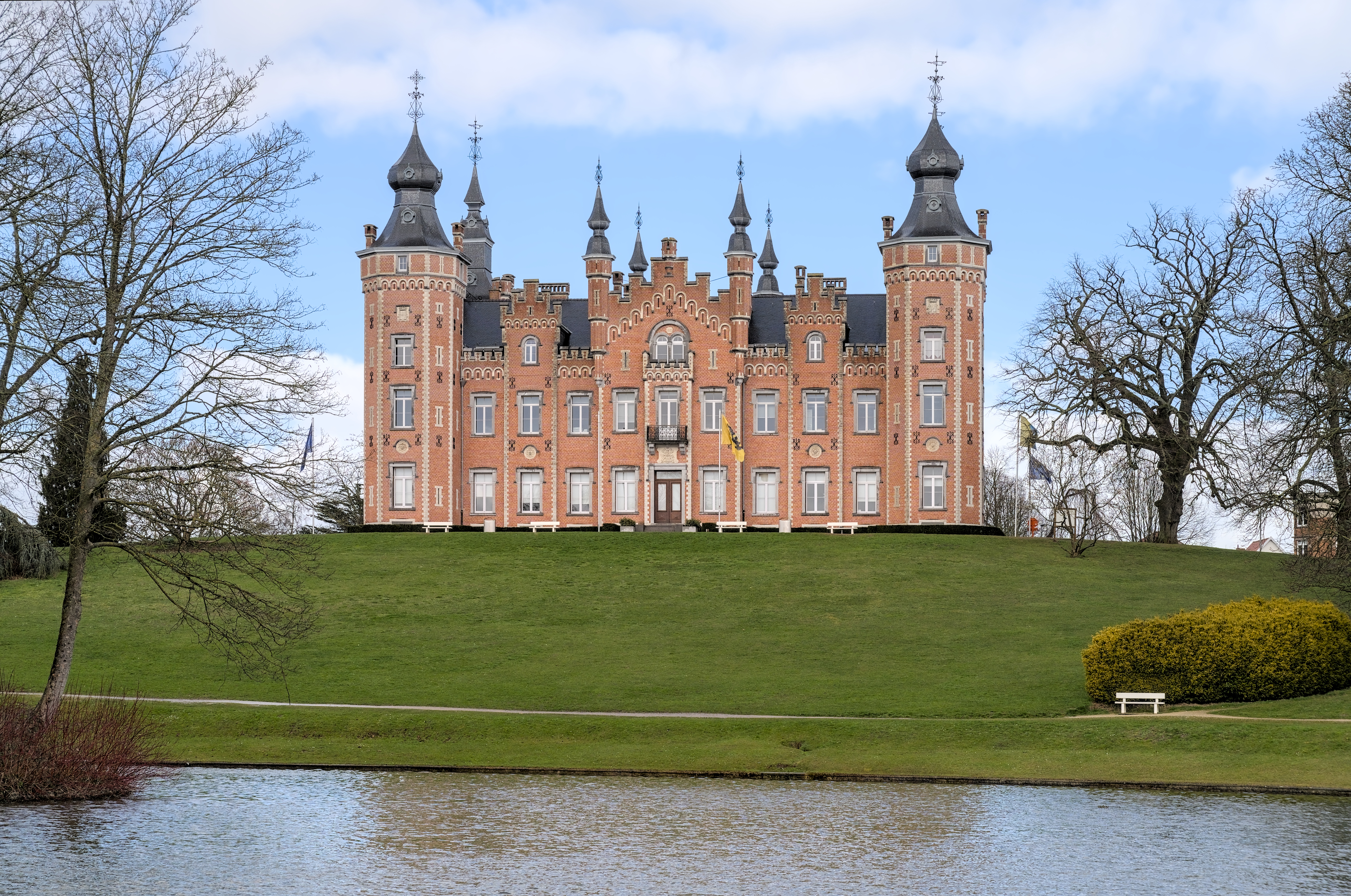
Кастель де Вирон. 1862. Дилбек, Халле-Вилворде
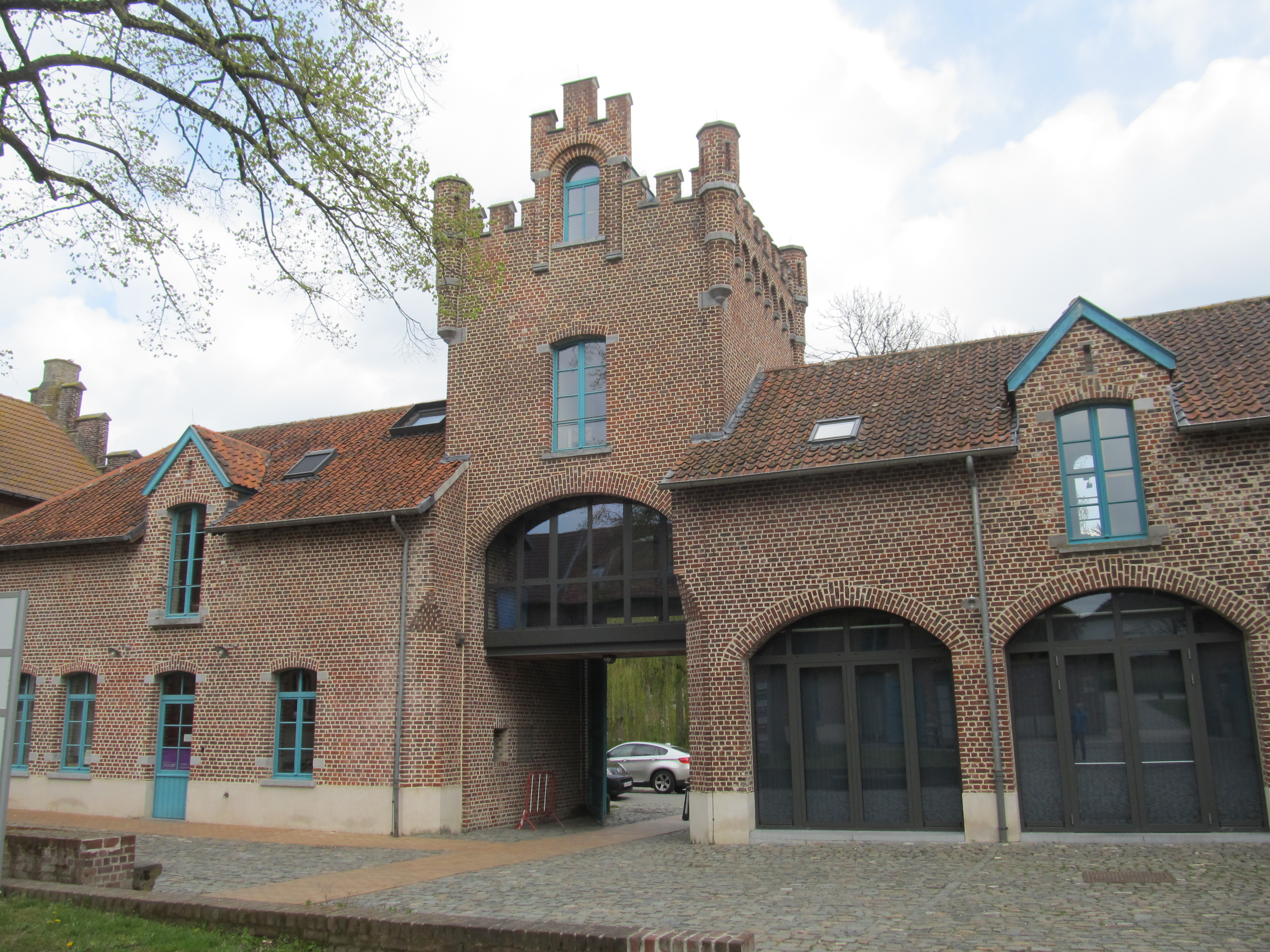
Кастель Ван Синт-Алена. 1889
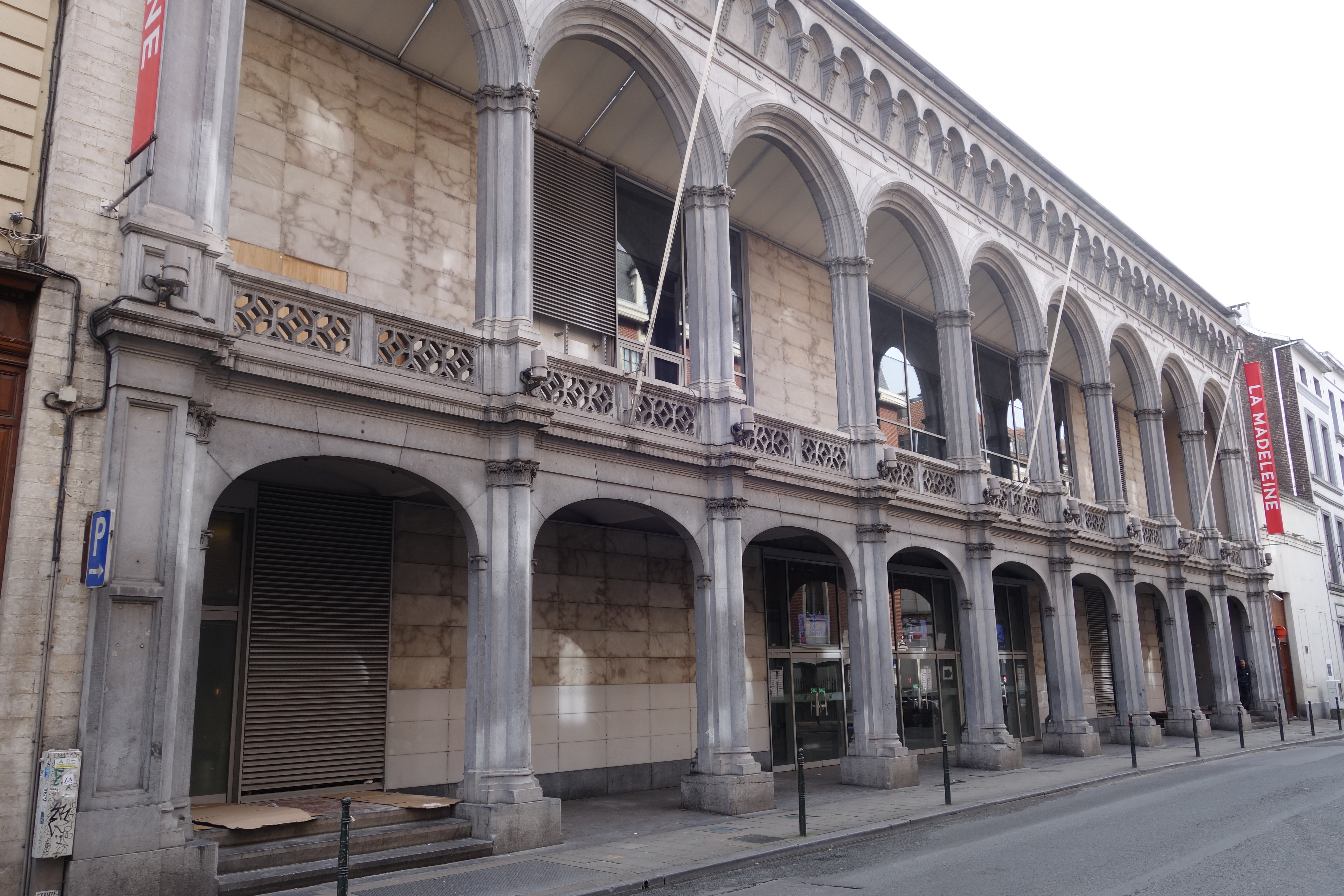
Концертный зал Марии Магдалины. 1847. Брюссель
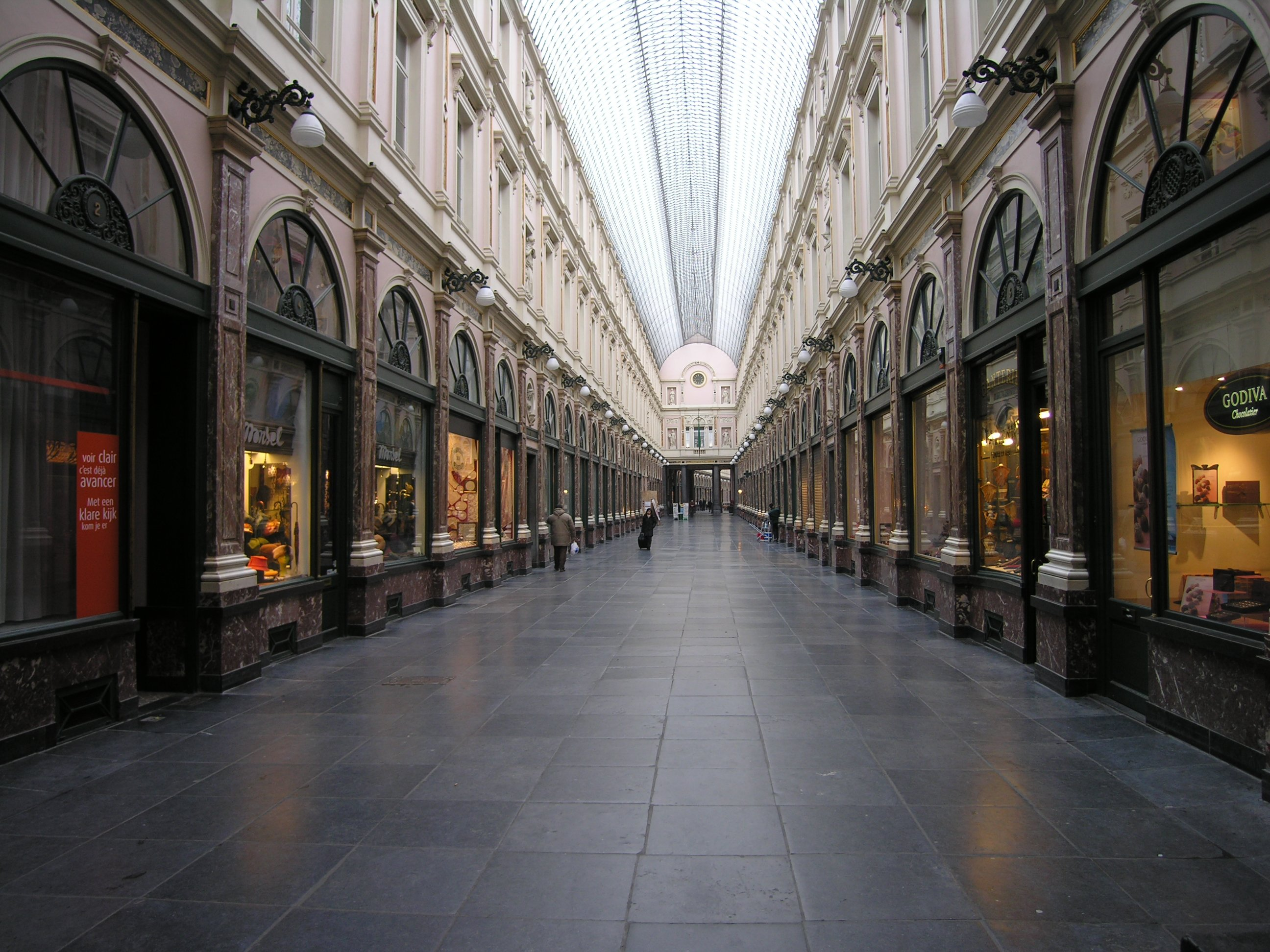
Галереи Святого Губерта. 1845—1847
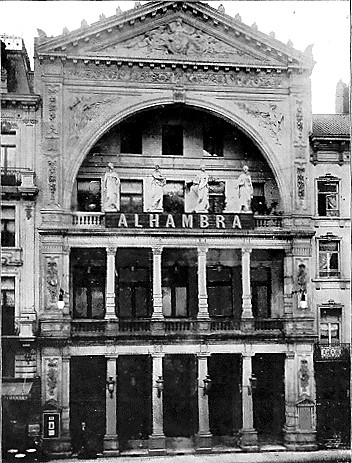
Театр «Альгамбра» в Брюсселе. 1904
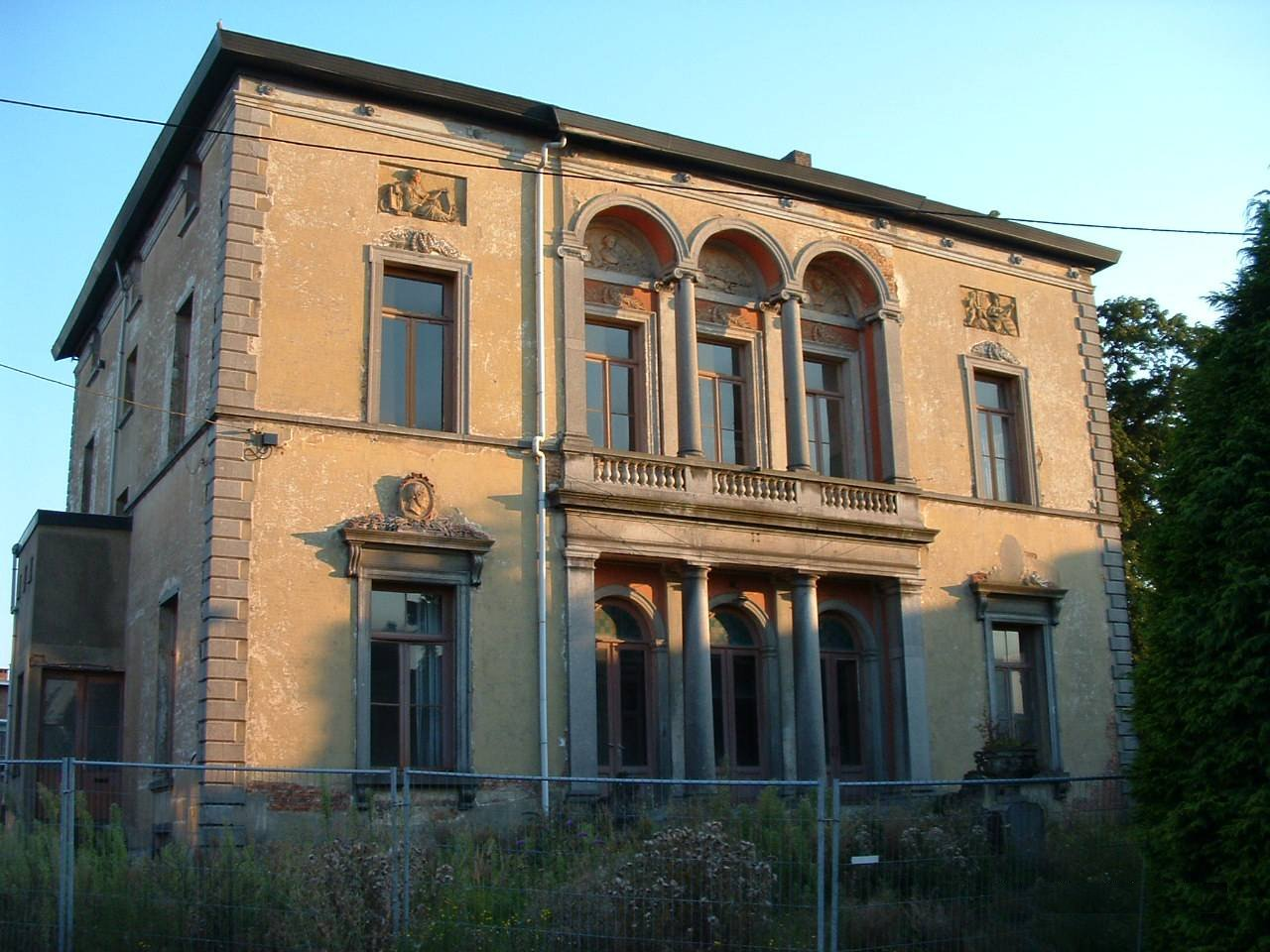
Вилла Серве в Галле. 1847
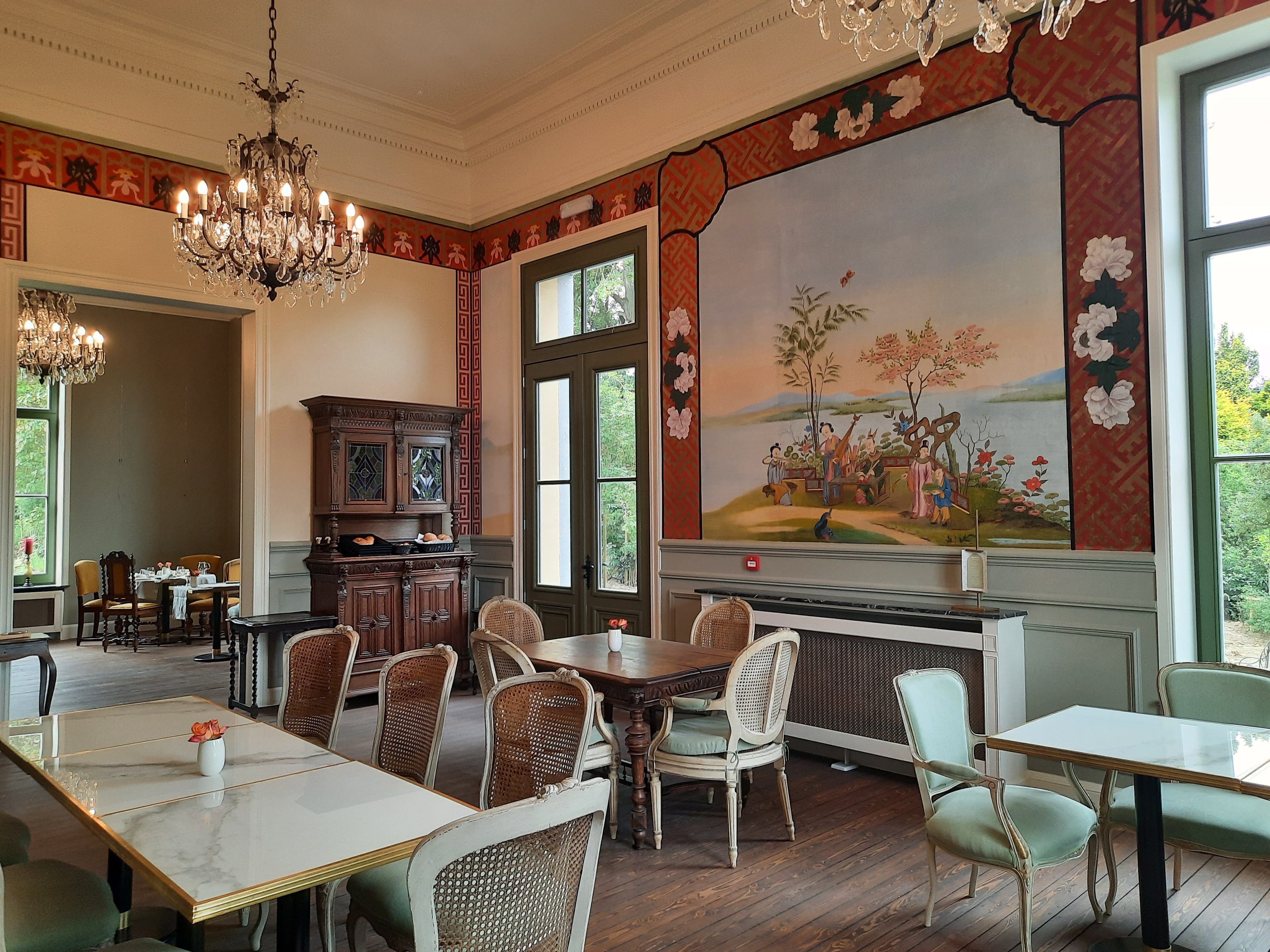
Вилла Серве. Интерьер
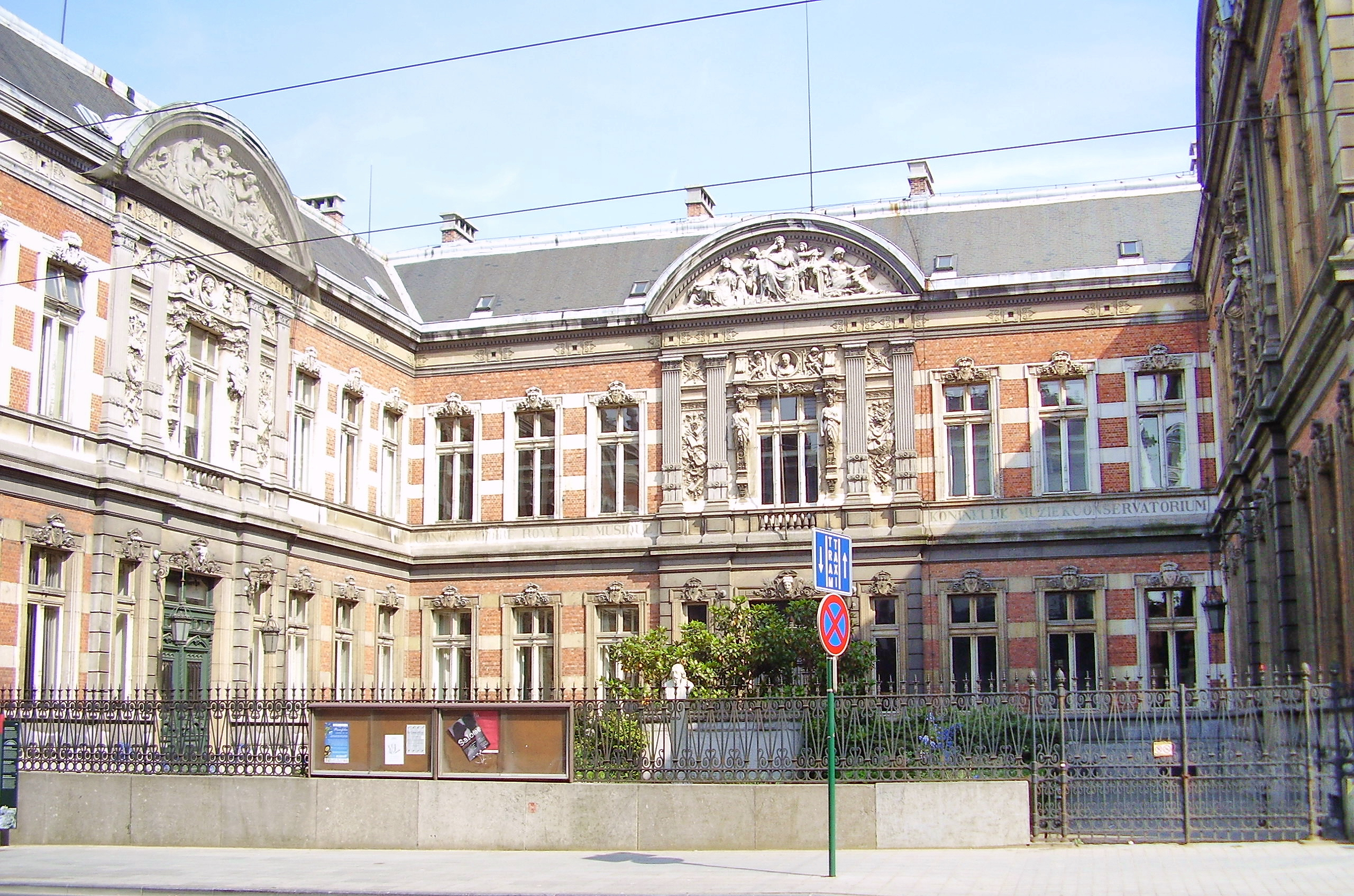
Королевская консерватория в Брюсселе. 1872–1876
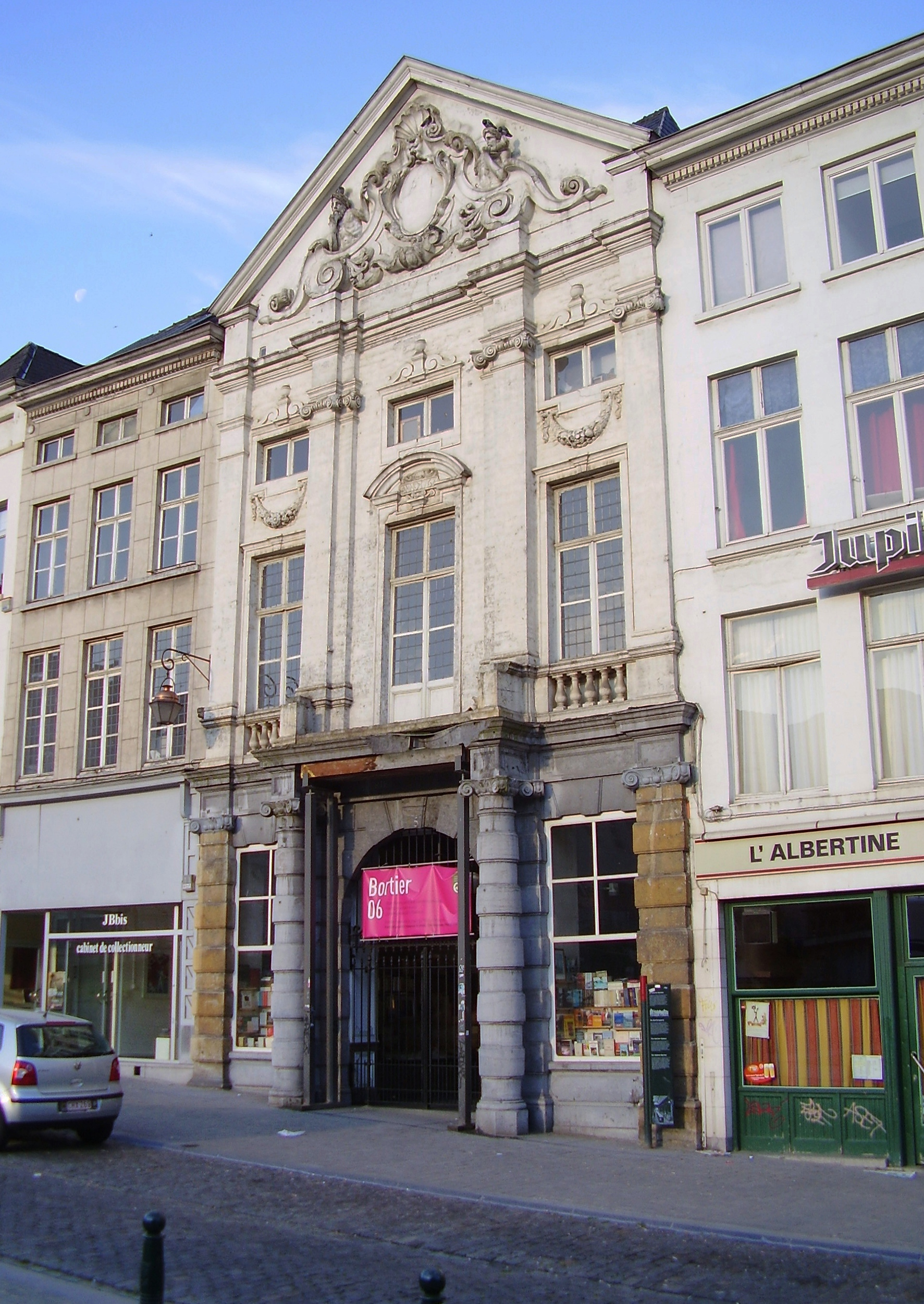
Галерея (Пассаж) Бортье. 1848. Брюссель
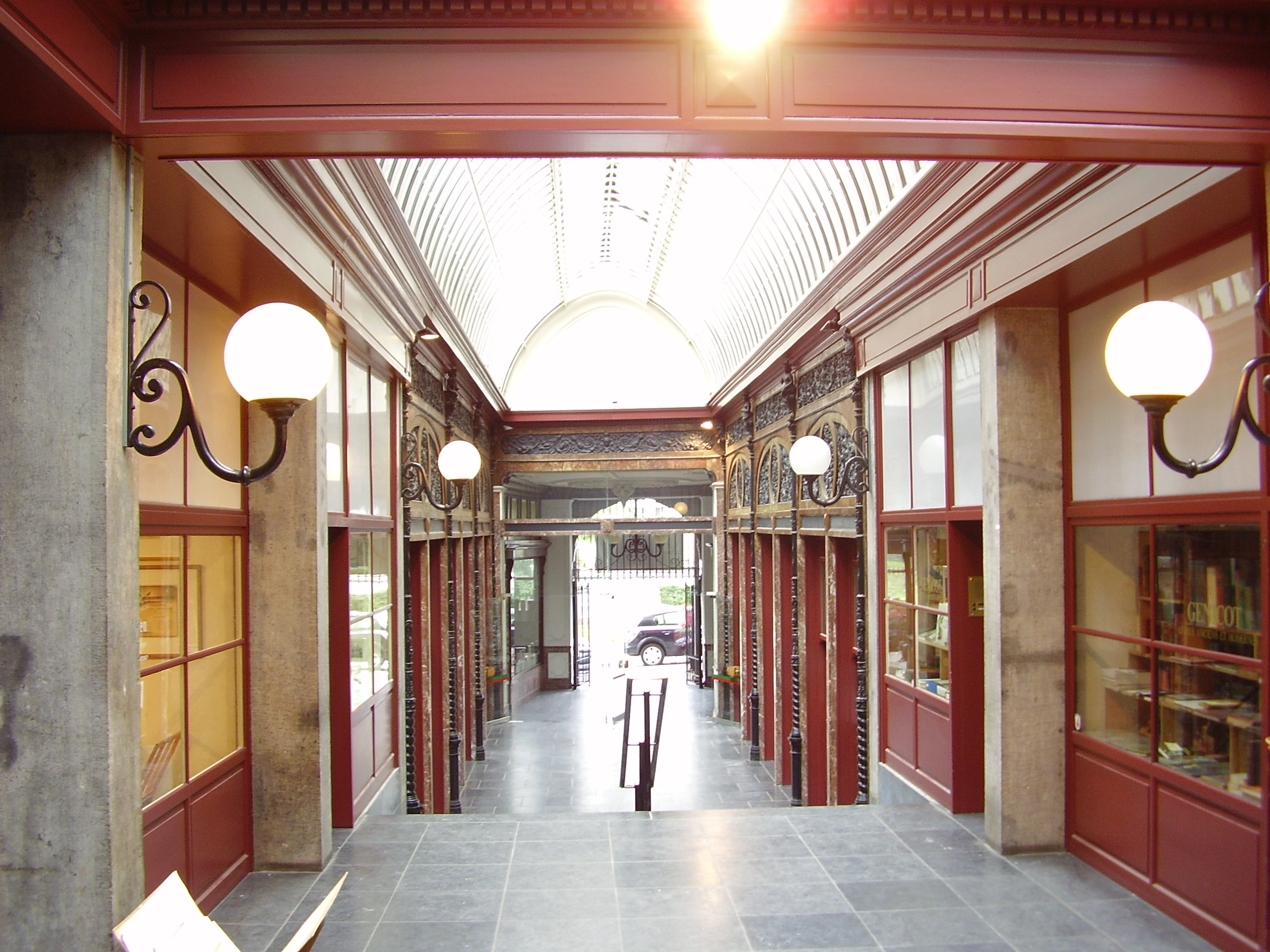
Галерея Бортье внутри
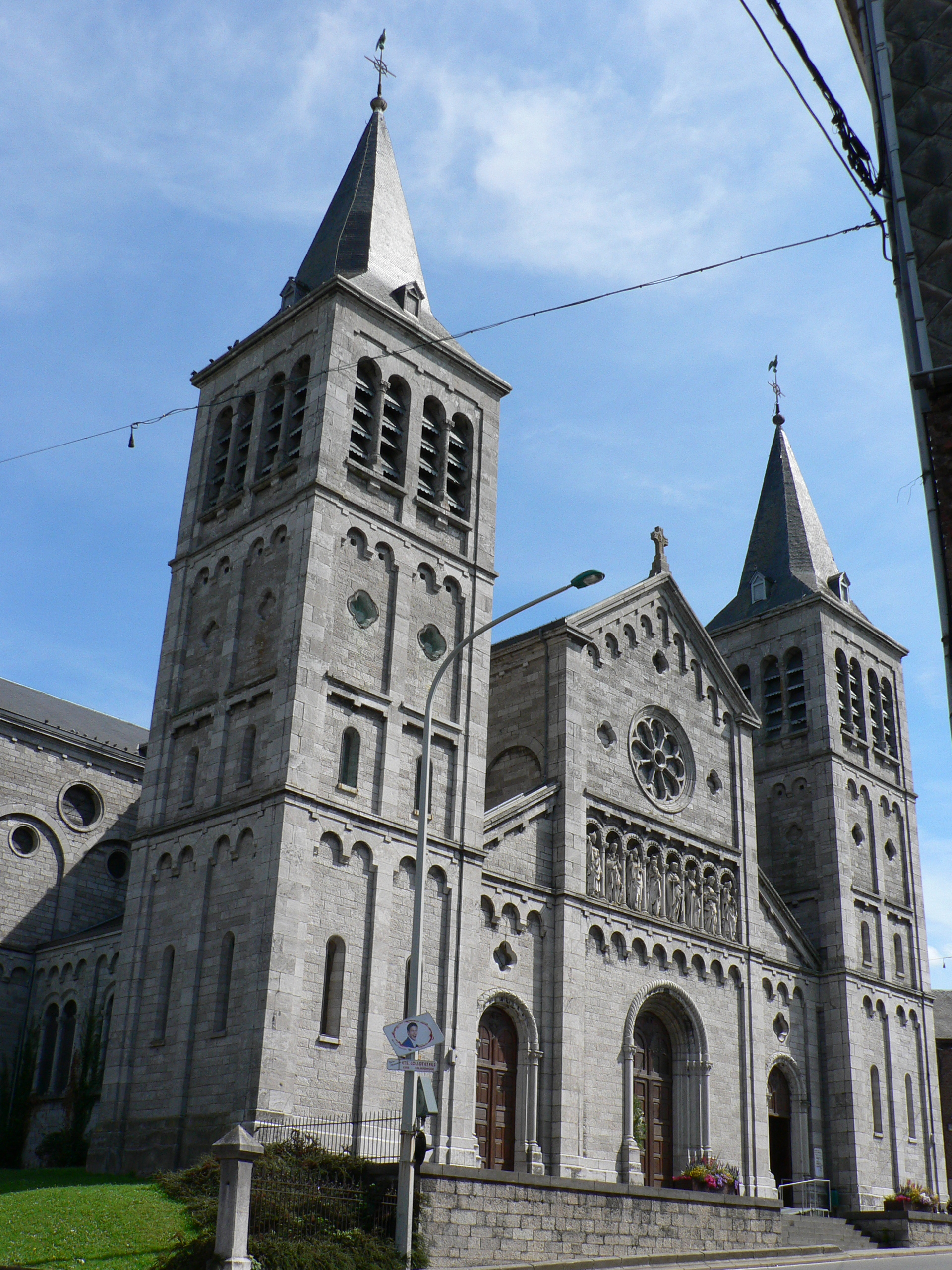
Церковь Встречи Святой Девы Марии. Рошфор, Бельгия
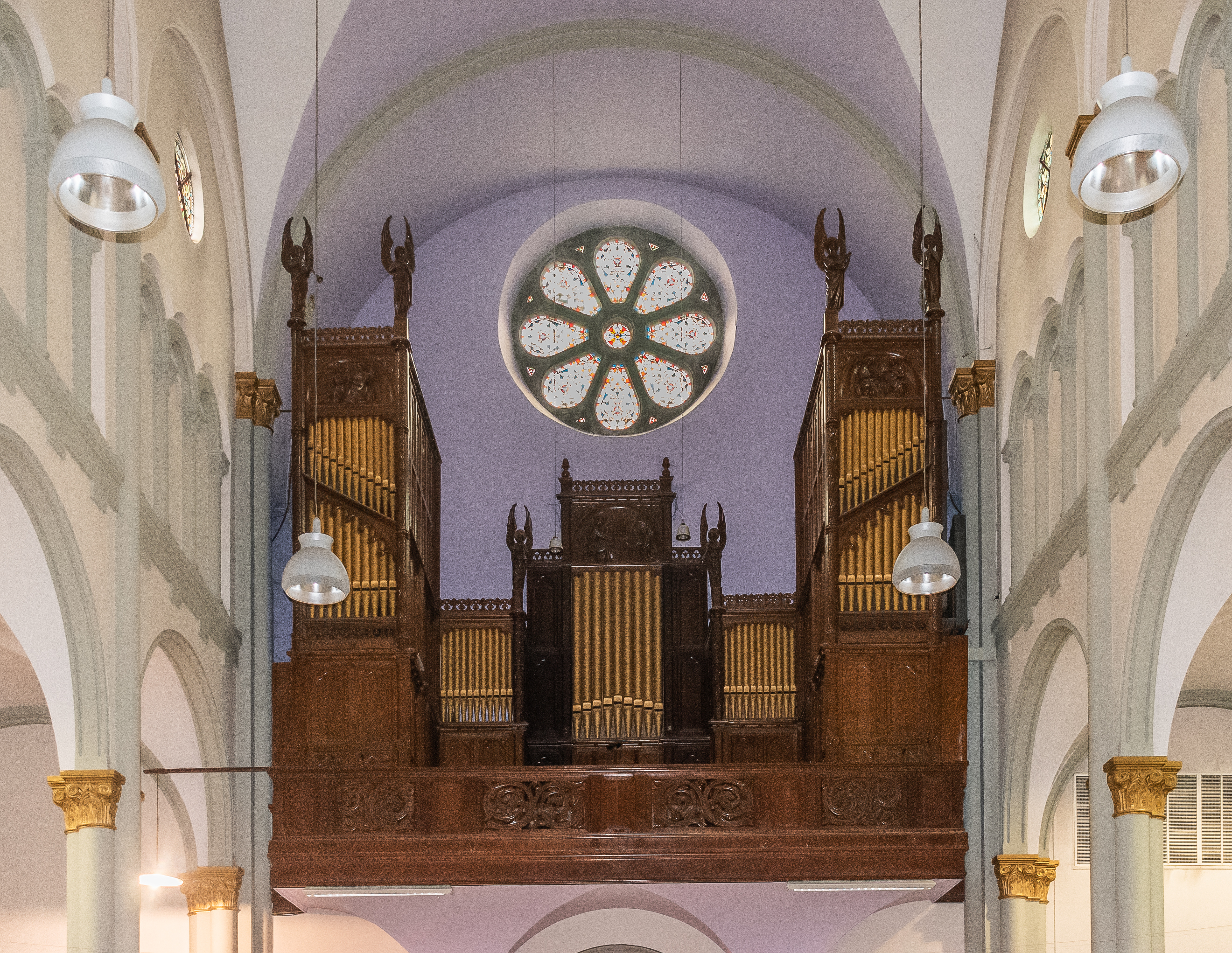
Церковь Встречи Святой Девы Марии. Контрфасад. Орган